# ایی نائوتاکا
ایی نائوتاکا (به ژاپنی: 井伊 直孝 Ii Naotaka)؛( ۱۶ مارس ۱۵۹۰ – ۱۶ اوت ۱۶۵۹) یک سیاستمدار اهل ژاپن بود.